# Rucaparib
Rucaparib es un medicamento indicado para el tratamiento del cáncer de ovario, cáncer de trompa de Falopio y cáncer primario de peritoneo.  Pertenece al grupo de fármacos denominados inhibidores de PARP. Su uso fue aprobado por la Administración de Alimentos y Medicamentos de Estados Unidos (FDA) el 6 de abril de 2018 y por la Agencia Europea del Medicamento el 24 de enero de 2019. Se vende con el nombre comercial de Rubraca. 
Se administra por vía oral. Tiene un costo de 4 900 euros por sesenta comprimidos.

## Mecanismo de acción
Actúa como inhibidor de las enzimas PARP (poli ADP ribosa polimerasa), impidiendo la reparación del ADN y provocando la apoptosis y muerte celular, sobre todo en aquellas células que habían sido dañadas previamente.

## Indicaciones
Esta indicado en el  tratamiento  de pacientes de cáncer de ovario, cáncer de trompa de Falopio o cáncer primario de peritoneo. Solo en pacientes tratados previamente con quimioterapia de cisplatino que hayan sufrido recaídas.